# Эй, на том берегу!
«Эй, на том берегу!» — рисованный мультипликационный фильм, снятый режиссёром Борисом Тузановичем по сказке Игоря Фарбаржевича — «Дракон на цепи». Пятый из серии мультфильмов о Маленьком Лисёнке.

## Сюжет
Маленький Лисёнок увидел на другом берегу реки огонёк и спросил у Вороны: «Ты не знаешь, кто там живёт?». Ворона ответила: «Дракон! Трёхголовый монстр! Так все говорят!». И тут с того берега раздался тоскливый вой. Ворона улетела. Лисёнок подумал, что может быть нужна его помощь и поплыл на лодке на другой берег реки. Переплывая, он представлял себе, как выглядит говорящий трёхголовый дракон.
На том берегу Лисёнок увидел досочный забор, чей вход украшала табличка: «Осторожно злая собака». Калитку отворил старый сторожевой пёс по имени Дракон с ружьём и на цепи. Он жил здесь один и охранял дачу. А выл от одиночества. Лисёнок пригласил его приходить к ним в гости и позвал покататься на лодке. Пёс снял цепь и они поплыли по реке.

## Создатели
| Автор сценария                   | Игорь Фарбаржевич |
| Режиссёр                         | Борис Тузанович |
| Художник-постановщик             | Елена Караваева |
| Оператор                         | Игорь Шкамарда |
| Композитор                       | Шандор Каллош |
| Звукооператор                    | Нелли Кудрина |
| Роли озвучивали                  | Людмила Гнилова — Лисёнок, Рогволд Суховерко — Пёс по имени Дракон, Евгений Герчаков — Ворона                                                                 |
| Художники-аниматоры              | Светлана Сичкарь, Владимир Спорыхин, А. Яброва, Е. Блинова |
| Художники                        | Нина Иванчева, Александр Брежнев, Е. Станикова, И. Балова, Нина Подлесных, М. Луговая, Л. Подсыпанина, Е. Поцюс, М. Короткова, Л. Моторина, О. Мелик-Саркисян |
| Ассистент режиссёра              | З. Плеханова |
| Ассистент художника-постановщика | Светлана Алексашина |
| Монтажёры                        | Людмила Рубан, О. Чекалина |
| Редактор                         | Алиса Феодориди |
| Директор                         | Лидия Варенцова |

- Создатели приведены по титрам мультфильма.